# Бегг, Гэри
Гэри Мелвин Бегг (англ. Gary Melvin Begg; 29 декабря 1940, Мусомин, Саскачеван, Канада) — канадский хоккеист, защитник.

## Биография
Родился 29 декабря 1940 года в Мусомине.
У себя на родине с 1957 по 1959 год играл за команду юниорской хоккейной лиги «Торонто Мальборос». В 1960—1963 годах играл за хоккейную команду Мичиганского технологического университета, в 1962 году помог ей выиграть чемпионат NCAA. Начинал играть на позиции центрального нападающего, в последний год играл в защите. Всего в студенческие годы сыграл 89 игр, забросил 27 шайб, отдал 51 голевую передачу.
С 1964 года играл за любительскую сборную Канады, на протяжении пяти лет был её капитаном. Участник зимних Олимпийских игр 1964 года, пяти чемпионатов мира (1964—1967, 1969), бронзовый призёр чемпионатов 1966 и 1967 годов. Хладнокровный и решительный хоккеист, уверенно вёл силовую борьбу.